# الحركة التركمانية الديمقراطية السورية
الحركة التركمانية الديمقراطية السورية (بالتركية: Suriye Demokratik Türkmen Hareketi)‏ هي إحدى حركتي المعارضة الرئيسيتين للتركمان السوريين. يقع مقرها الرئيسي في إسطنبول، وقد برزت في مارس 2012 من انقسام وقع خلال مرحلة تأسيس الكتلة التركمانية السورية، وهي الحركة التركمانية السورية الرئيسية الأخرى.
منذ أن أدت عملية تجميع أخرى في ديسمبر 2012 إلى عودة العديد من أعضائها البارزين إلى كتلة تركمان سوريا صارت الحركة تركز الآن على معقلها في محافظة حلب، حيث يُعتقد أنها تتمتع ببعض النفوذ داخل أجزاء المجتمع المدني التركماني ورغم هذا، هي تتعاون مع كتل اللاذقية وباير بوكاك في المجلس السوري التركماني.
الحركة عضو في المجلس الوطني السوري وممثلة في الائتلاف الوطني السوري. عسكريًا هي متحالفة مع فرع حلب من كتائب تركمان سوريا التابعة لعلي بشير.

## التاريخ
في نوفمبر 2011، انضمت المجموعة السورية التركمانية التابعة لبكير آتاكان، وهي منظمة بارزة لتركمان سوريا البارزين والمنفيين، والحركة التركمانية السورية التابعة لعلي أوزتوركمان لتشكيل كتلة تركمان سوريا. تم تعيين آتاكان بالفعل كأول رئيس لمجلس الإدارة فيما عُين أوزتوركمان نائبًا لرئيس مجلس الإدارة. قبل التأسيس الرسمي للكتلة في 15 فبراير 2012، غادر الزعيمان، مع ذكر آتاكان بأن السبب يعود لفشل جهوده في زيادة توسيع الكتلة. ثم وحدا صفوفهما مع الشباب التركماني السوري الذي يعيش في تركيا حيث أطلقوا تشكيلًا آخر هو الحركة التركمانية الديمقراطية السورية.
تأسست الحركة الجديدة في 21 مارس 2012 في إسطنبول تحت رعاية ممثلين عن حزب الاتحاد الكبير الإسلامي التركي والجبهة التركمانية العراقية، وتنظيم الذئاب الرمادية، وهو فرع الشباب «الذئاب الرمادية» لحزب الحركة القومية. أكد أول زعيم للحركة الجديدة عبد الكريم آغا عزمه على «القيام بدور نشط في السياسة السورية»، مع التواصل مع «جميع الجهات الفاعلة المختلفة في المعارضة السورية لتحقيق سوريا ديمقراطية ومتحضرة».
أدى أول اجتماع لمنبر تركمان سوريا التوفيقي (الآن: المجلس السوري التركماني) في 15 ديسمبر 2012 إلى إعادة تجميع أخرى، مع مغادرة بعض الشخصيات البارزة في الحركة، بما في ذلك أتاكان لإعطاء فكرة عن حزب سياسي واسع، نيابة عن التركمان السوريين، محاولة أخرى. وبينما تصالحوا في النهاية مع كتلة تركمان سوريا، قررت الحركة الاستمرار وإعادة التركيز على معقلها في حلب وتعيين زياد حسن وطارق سولو سفيزكي رئيسًا جديدًا ونائب رئيسًا جديدًا. من جهة أخرى، تركز كتلة التركمان السورية على معاقلها في اللاذقية وبير بوكاك.

## مواقف
تؤكد الحركة التركمانية الديمقراطية السورية أن هناك 3,5 مليون تركماني في سوريا. ومع ذلك، فإن الحزب ضد تقسيم سوريا لأن التركمان السوريين منتشرين في مدن مختلفة مثل حلب، وحمص، واللاذقية، وأعزاز، وجرابلس، والرقة، وإدلب، وحماة ودمشق وأن تقسيم سوريا سيلحق ضررًا خطيرًا للمصالح التركمانية.
في مقابلة مع مركز الأبحاث التركي أورسام، صرح الرئيس المستقبلي زياد حسن في فبراير 2012 بالتوقعات السياسية الرئيسية للتركمان الذين يمثلهم على النحو التالي:
- عملية صياغة الدستور بمشاركة التركمان
- الانتقال إلى نظام متعدد الأحزاب
- الاعتراف بالتركمان كمكون أساسي في سوريا
- تأسيس اللغة التركية كلغة رسمية في المناطق ذات الأقلية التركمانية القوية
- دورات اللغة التركية في المدارس العامة وإزالة الحواجز القانونية ضد تعليم اللغة الأم
- تعزيز سلطة الحكومات المحلية
- عملية التنمية الاقتصادية المستدامة لتحسين الظروف الاقتصادية لجميع الشعب السوري

استنكر حسن الهدوء النسبي الذي يسود حلب مقارنة بباقي مناطق البلاد، موضحًا ذلك بانعدام الأمن نظرًا لوجود عدة جماعات عرقية ودينية، ولنمط الحياة الحضرية في المدينة. بينما قال إن الغالبية العظمى من التركمان في حلب أيدوا الانتفاضة، فإن الآشوريين والأرمن كانوا يخشون ظهور نظام إسلامي. لقد اعتبر الكرد قوة كبرى في المنطقة، وأنهم قد تأثروا بشدة من حزب العمال الكردستاني، والذي - تمشيًا مع موقف الحكومة التركية - وصفه بأنه «منظمة إرهابية».

## أنشطة

### الجهود الدبلوماسية
الحركة ممثلة في المجلس السوري التركماني الذي بدأ كهيكل للأحزاب السياسية العليا لتخفيف الانقسام داخل المجتمع التركماني السوري. وللتأكيد على الجهود الدبلوماسية مع تركيا والمعارضة السورية، فقد تم تفويض 16 ممثلًا إلى المجلس الوطني السوري و3 ممثلين تركمان في الائتلاف الوطني السوري.

### النشاط السياسي والعسكري
على الأرض، قيل إن الحركة نفذت تقريبًا جميع الأنشطة السياسية والمدنية والعسكرية [للتركمان] في حلب. إنها ترتبط بعلي بشير، قائد كتائب تركمان سوريا في محافظة حلب مثل السلطان محمد الفاتح، ولواء الظاهر بيبرس، وقوات الشهيد علي يلماز، وقوات سليمان شاه، وقوات ألبارسلان، ويلديريم بيازيت، وقوات السلطان عبد الحميد.

### قائمة المراجع
- مركز الدراسات الإستراتيجية في الشرق الأوسط، المحرر (مارس 2013). Syrian Turkmens: Political Movements and Military Structure (PDF). ORSAM–Middle Eastern Turkmen Report. Ankara. ج. 22 (= ORSAM Report No. 150). ISBN:978-605-4615-47-6. مؤرشف من الأصل (PDF) في 2017-08-28.{{استشهاد بكتاب}}:  صيانة الاستشهاد: مكان بدون ناشر (link)  مركز الدراسات الإستراتيجية في الشرق الأوسط، المحرر (مارس 2013). Syrian Turkmens: Political Movements and Military Structure (PDF). ORSAM–Middle Eastern Turkmen Report. Ankara. ج. 22 (= ORSAM Report No. 150). ISBN:978-605-4615-47-6. مؤرشف من الأصل (PDF) في 2017-08-28.{{استشهاد بكتاب}}:  صيانة الاستشهاد: مكان بدون ناشر (link)  مركز الدراسات الإستراتيجية في الشرق الأوسط، المحرر (مارس 2013). Syrian Turkmens: Political Movements and Military Structure (PDF). ORSAM–Middle Eastern Turkmen Report. Ankara. ج. 22 (= ORSAM Report No. 150). ISBN:978-605-4615-47-6. مؤرشف من الأصل (PDF) في 2017-08-28.{{استشهاد بكتاب}}:  صيانة الاستشهاد: مكان بدون ناشر (link)
- مؤسسة جيمس تاون، التركمان السوريون ينضمون إلى قوات المعارضة سعياً وراء هوية سورية جديدة، 30 مايو 2013، متاح على: http://www.refworld.org/docid/51ac74374.html [تم الوصول إليه في 8 أغسطس 2013]